# Tomie (manga)
Tomie (富江?) è un manga horror scritto e disegnato da Junji Itō. Si tratta della sua prima opera che, nel 1987, presentò alla rivista Monthly Halloween, facendogli vincere il premio Kazuo Umezu.
L'autore realizzò il manga dopo essersi chiesto se un suo compagno di classe morto in un incidente stradale si fosse successivamente presentato in aula come se nulla fosse.

## Trama
(I pensieri di una ragazza, riguardo Tomie, nel capitolo Il bacio)
Tomie Kawakami è una donna bellissima, ma crudele, che si diverte a far innamorare di sé tutti gli uomini che incontra, i quali diventano rapidamente suoi schiavi. Tuttavia, essi prima o poi impazziscono sempre, e si uccidono a vicenda per lei, oppure vengono sopraffatti dal desiderio di uccidere la stessa Tomie. La ragazza, tuttavia, ricompare misteriosamente ogni volta che viene uccisa. La misteriosa ragazza ha dimostrato solo una volta, un gesto di pietà; salvando Reika una ragazza di scuola e sua amica sincera, dal rischio di essere uccisa dai suoi compagni di classe. La ragazza Reika è la sola vistasi nelle storie, a mostrare tristezza e compassione per Tomie che considera un'amica.
Tomie, infatti, è un'entità sovrannaturale, di origine sconosciuta e della quale esistono numerose copie. Le varie Tomie si odiano e cercano sempre di uccidersi l'un l'altra, spesso attraverso i loro schiavi.
Il corpo di Tomie può guarire da ferite mortali; le sue cellule, se trapiantate in una donna, possono trasformarla in un'altra Tomie; se il suo corpo viene smembrato, da ognuno dei pezzi si genera una copia intera della donna. Apparentemente il fuoco è l'unico metodo efficace per uccidere Tomie senza che si rigeneri.

## Pubblicazione
Tomie è stato scritto e disegnato da Junji Itō ed è stato serializzato dalla casa editrice Asahi Sonorama sulla rivista Monthly Halloween dal 1987 al 2000.
Una prima edizione italiana è stata pubblicata da Hazard Edizioni nel 2006. J-Pop ha riedito il manga alla fine del 2017.

## In altri media
Il manga è stato adattato in nove film (Tomie, Tomie: Another Face, Tomie: Replay, Tomie: Re-birth, Tomie: Forbidden Fruit, Tomie: Beginning, Tomie: Revenge, Tomie vs Tomie e Tomie Unlimited). Invece, due capitoli del manga sono stati adattati come episodi della serie animata Junji Ito Collection.
Nel luglio 2019, venne annunciato che Alexandre Aja stesse sviluppando una webserie su Tomie per Quibi, in collaborazione con la Sony Pictures Television e la Universal Content Productions, con David Leslie Johnson-McGoldrick come sceneggiatore e produttore esecutivo e Hiroki Shirota come coproduttore mentre, nel luglio 2020, venne annunciato che Adeline Rudolph sarebbe stata scelta per il ruolo di Tomie. Tuttavia, nell'ottobre 2020, venne annunciato che Quibi avrebbe chiuso il 1º dicembre 2020, lasciando il destino della serie in sospeso.

## Accoglienza
Nel 1989, Junji Itō vinse il premio Kazuo Umezu per Tomie. Da allora, il manga ebbe un forte successo ed è ancora generalmente elogiato sia dai fan che dalla critica.